# Bad Bunny
Benito Antonio Martínez Ocasio (sinh ngày 10 tháng 3 năm 1994) thường được biết đến với nghệ danh Bad Bunny, là nam ca sĩ, rapper người Puerto Rico. Thể loại nhạc của anh thường là Latin trap và reggaeton, nhưng anh ấy đã kết hợp nhiều thể loại khác vào âm nhạc của mình, bao gồm rock, bachata và soul. Anh cũng được biết đến với giọng hát trầm ấm và phong cách thời trang chiết trung. Anh từng hợp tác với các nghệ sĩ như J Balvin, Ozuna, Farruko, Rosalía, Arcángel, Jhay Cortez và Daddy Yankee.
Được coi là ca sĩ nhạc reggaeton vĩ đại nhất trong lịch sử cùng với Daddy Yankee, ông giữ kỷ lục về album được phát trực tuyến nhiều nhất trong lịch sử Spotify với Un verano sin ti.
Sinh ra và lớn lên ở thành phố Vega Baja, Puerto Rico, Bad Bunny đã trở nên nổi tiếng trên SoundCloud và cuối cùng được ký hợp đồng với một hãng thu âm khi đang làm việc trong một siêu thị với tư cách là người đóng túi và theo học tại Đại học Puerto Rico tại Arecibo. Sau khi phát hành đĩa đơn đột phá "Soy Peor" vào cuối năm 2016, anh ấy đã trở thành ngôi sao sau khi hợp tác với Cardi B và Drake trong các đĩa đơn "I Like It" và "Mia", xếp hạng tuơng ứng trên Billboard Hot 100 của Mỹ ở vị trí số một và số năm. Album đầu tay X 100pre (2018) của anh đã được trao giải Latin Grammy cho Best Urban Music Album. Album hợp tác của anh với J Balvin, Oasis (2019), chứa các đĩa đơn nổi tiếng "Qué Pretendes" và "La Canción".
Trong năm 2020, Bad Bunny phát hành album phòng thu solo thứ hai YHLQMDLG (Yo hago lo que me da la gana), mang về cho anh giải Grammy Award for Best Latin Pop Album; album tổng hợp bất ngờ Las que no iban a salir; và album thứ ba El Último Tour Del Mundo, trở thành album nói toàn tiếng Tây Ban Nha đầu tiên đứng đầu bảng xếp hạng Billboard 200 của Mỹ và mang về cho anh ấy giải Grammy Award for Best Música Urbana Album. Bad Bunny có đĩa đơn quán quân Billboard Global 200 với "Dakiti". Anh đã biểu diễn tại chương trình giải trí Super Bowl LIV với tư cách khách mời, cùng với Shakira và Jennifer Lopez, và trở thành nghệ sĩ nhạc Latin urban đầu tiên xuất hiện trên trang bìa của tạp chí Rolling Stone. Tạp chí Time đã vinh danh anh là một trong 100 người có ảnh hưởng nhất trên thế giới trong danh sách hàng năm của họ (năm 2020). Anh là nghệ sĩ không nói tiếng Anh đầu tiên trở thành nghệ sĩ được stream nhiều nhất trong năm của Spotify (2020 và 2021). Bad Bunny bắt đầu xuất hiện với tư cách khách mời trong chương trình quảng bá đấu vật chuyên nghiệp WWE vào năm 2021, nơi anh ấy đã giành chức vô địch WWE 24/7 một lần và tham gia thi đấu và giành chiến thắng trong trận đấu đồng đội tại sự kiện hàng đầu của nó, WrestleMania 37 mà anh ấy đã nhận được nhiều lời khen ngợi. Anh đã đấu vật tại các sự kiện trả tiền theo lượt xem Royal Rumble 2022 và Backlash 2023.

## Thời thơ ấu
Benito Antonio Martínez Ocasio sinh ngày 10 tháng 3 năm 1994, tại Almirante Sur barrio ở Vega Baja, Puerto Rico. Cha anh, Tito Martínez, là một tài xế xe tải, và mẹ anh, Lysaurie Ocasio, là một giáo viên đã nghỉ hưu. Mẹ anh thường nghe salsa, justngue và ballad, chẳng hạn như "Abrázame muy fuerte" của Juan Gabriel trong khi Bad Bunny giúp cô làm việc nhà. Anh có hai người em trai, Bernie và Bysael, và coi những người bạn thân của mình là một phần của gia đình. Anh ấy nói rằng anh ấy đã được lớn lên trong một ngôi nhà hạnh phúc. Là "một bông hoa tường vi cao lêu nghêu với giọng hát bùng nổ", rapper đã tự mô tả mình như một đứa trẻ bằng cách nói, "Tôi không phải là đứa trẻ hay tham gia đường phố. Tôi thích ở nhà với gia đình". Bad Bunny nói rằng anh ấy đã muốn trở thành một ca sĩ từ khi còn nhỏ. Khi còn nhỏ, anh đến nhà thờ hàng tuần với người mẹ sùng đạo Công giáo và hát trong dàn hợp xướng của nhà thờ cho đến khi 13 tuổi. Buổi biểu diễn solo đầu tiên của anh ấy là phần thể hiện bài hát "Mala Gente" của Juanes trong một buổi biểu diễn tài năng của trường trung học. Nghệ danh của anh ấy xuất phát từ một lần rapper buộc phải mặc trang phục thỏ đến trường và bị chụp ảnh với biểu cảm giận dữ. Mặc dù nhút nhát ở trường trung học, anh ấy thường tạo ra các bản rap freestyle để giải trí cho các bạn cùng lớp, phát triển danh tiếng ở trường vì sự sáng tạo và hài hước của mình. Sở thích thời niên thiếu của anh ấy cũng bao gồm trượt ván và đấu vật chuyên nghiệp, cả hai đều ảnh hưởng đến phong cách thời trang của anh ấy. Nói về khoảng cách của mình với ngành công nghiệp âm nhạc Puerto Rico, Bad Bunny nói, "Tôi đến từ Vega Baja, một khu vực nhỏ không phải là đô thị như San Juan, nơi phần lớn các nghệ sĩ của thể loại này xuất phát. Đó là điều đáng ngạc nhiên và đáng kinh ngạc nhất về điều này — tôi chỉ đơn giản đến từ con số không, và đó là điều đó. Khi tôi còn ở trường, tôi thường ở trên ban công hát và mọi người sẽ đứng xung quanh lắng nghe". Anh ấy đã nói rằng, khi anh ấy còn nhỏ, mẹ của anh ấy muốn anh lớn lên trở thành một kỹ sư, cha anh thích anh trở thành một cầu thủ bóng chày, trong khi một giáo viên nói với anh rằng anh sẽ trở thành một lính cứu hỏa. Thay vào đó, anh tham gia các khóa học về giao tiếp nghe nhìn tại Đại học Puerto Rico ở Arecibo.

## Cuộc sống cá nhân
Bad Bunny đã nói rằng anh ấy thích sống một cuộc sống bình lặng, nói rằng ngay sau một buổi hòa nhạc, anh ấy rời khỏi khu vực này để tránh đám đông. Anh ấy biến mất khỏi mạng xã hội một thời gian khi anh ấy choáng ngợp với sự nổi tiếng bất ngờ của mình. Lượt xem các video của anh ấy trên YouTube đạt con số 7 tỷ trong năm 2018.
Rapper đã gặp nhà thiết kế trang sức Gabriela Berlingeri vào năm 2017 tại một nhà hàng trong khi dùng bữa với gia đình của anh ấy, và hai người bắt đầu hẹn hò ngay sau đó. Berlingeri đã hỗ trợ Bad Bunny thu âm bài hát năm 2018 "Te Guste" bằng cách cung cấp scratch vocal cho các phần của bài hát của Jennifer Lopez. Bad Bunny giữ bí mật về mối quan hệ của mình với Berlingeri cho đến năm 2020. Anh ấy giải thích quyết định công khai thừa nhận mối quan hệ của họ bằng cách nói, "Tôi hạnh phúc với cô ấy. [Mọi người] không biết cô ấy đã giúp tôi rất nhiều về mặt tình cảm khi tôi cần nó nhất". Berlingeri trở thành người Latina đầu tiên chụp trang bìa của Rolling Stone khi cô ấy chụp ảnh rapper cho trang bìa của tạp chí tháng 5 năm 2020.